# آمینوپپرالید
آمینوپپرالید (به انگلیسی: Aminopyralid) با فرمول شیمیایی C6H4Cl2N2O2 یک ترکیب شیمیایی با شناسه پاب‌کم ۲۱۳۰۱۲ است؛ که جرم مولی آن ۲۰۷٫۰۱۴۱۶ g/mol می‌باشد. شکل ظاهری این ترکیب، پودر سفید است.